# Elunda
Elunda (en grec Ελούντα, en AFI: [e'lunda], normalment transcrit Elounda) és un poblet de la costa nord de l'illa grega de Creta.
Forma part del municipi d'Àgios Nikólaos i de la prefectura de Lassithi. Té a prop l'illa de Spinalonga, que havia tingut un castell venecià i després una leproseria.
L'assentament més antic a Elunda va ser l'antiga ciutat d'Olous, que van fer la guerra a la ciutat de Lató. La major part de l'antiga ciutat va ser coberta pel mar cap al final de l'antiguitat, i hi ha restes visibles quan es busseja a la badia d'Elunda.